# Campo de Concentración de Isla Dawson
El campo de concentración de Isla Dawson fue un campo de concentración creado durante el inicio de la dictadura militar chilena de Augusto Pinochet para recluir a presos políticos afines al gobierno de Salvador Allende, derrocado tras el golpe de Estado de 1973. Se ubicó en la Isla Dawson, hasta su cierre y desmantelamiento en octubre de 1974.

## Ubicación y condiciones climáticas
El centro de detención se ubicó en Isla Dawson, una isla de la provincia de Magallanes en la zona austral de Chile. La isla se caracteriza por su emplazamiento particularmente inhóspito, debido a los fuertes vientos y las bajas temperaturas, comúnmente bajo cero.

## Historia
El 16 de septiembre de 1973, solo cinco días después del golpe de Estado, la Armada de Chile instaló en Isla Dawson los campos de concentración de Río Chico y Compingin. La mayoría de los presos provenientes de Santiago fueron retornados a dicha ciudad en junio de 1974. Varios de ellos fueron exiliados. De los prisioneros provenientes de Punta Arenas y alrededores (la mayoría), algunos fueron liberados, mientras que otros trasladados a la Cárcel de Punta Arenas. El campo de concentración Isla Dawson cerró en octubre de 1974, para posteriormente ser desmantelado.

## Administración
El campo de concentración de Isla Dawson estaba bajo la jurisdicción de la División del Ejército asentada en Punta Arenas, siendo custodiado por Infantes de Marina y efectivos del Ejército, quienes se alternaban en el lugar.

## Violaciones de los derechos humanos
En este campo de concentración se detuvo a 400 presos políticos oriundos de Punta Arenas y alrededores, así como varias decenas de dirigentes de la Unidad Popular. Estos dirigentes fueron trasladados esposados y sin abrigos desde Santiago de Chile a Punta Arenas, y luego en barco hasta la isla. A los presos se les obligó a realizar trabajos forzados relacionados con mejoras de infraestructura del lugar, tales como la instalación de postes, la construcción y apertura de zanjas y canales, la extensión del sistema de alumbrado público y de postes telefónicos, cargar camiones con rocas, limpieza de caminos, acarrear ripio y otros materiales. También se les hacía trabajar en un pantano sacando fango y vegetales descompuestos. Todo esto sin protección ni ropa adecuada, y en condiciones precarias de trabajo. Además se efectuaron simulacros de fusilamiento.
Durante el presidio no se permitieron visitas de familiares, y toda la correspondencia y encomiendas pasaba por rigurosos procesos de censura. El exministro del Interior y Defensa de Salvador Allende, José Tohá, fue retornado a Santiago en febrero de 1974, producto de una seria desnutrición. Fue torturado y asesinado por estrangulamiento en el Hospital Militar de Santiago.

### Prisioneros políticos
Algunos de los prisioneros políticos en la isla, durante las distintas fechas de la dictadura militar, fueron los siguientes:
- Clodomiro Almeyda, ministro de relaciones exteriores;
- Vladimir Arellano, director del Presupuesto;
- Sergio Bitar, exministro de minería;
- Orlando Budnevich, abogado;
- José Cademartori, exdiputado y ministro de economía;
- Orlando Cantuarias, exministro de minería y vivienda;
- Jaime Concha, exintendente de Santiago;
- Luis Corvalán, senador y secretario general del Partido Comunista;
- Edgardo Enríquez, ministro de educación;

- Aristóteles España, poeta y presidente de la Federación de Estudiantes Secundarios de Magallanes;
- Fernando Flores, exministro de economía;
- Carlos González Jaksic, diputado;[4]
- Patricio Guijón, médico de La Moneda;
- Alejandro Jiliberto, diputado;
- Arturo Jirón, exministro de salud;
- Alfredo Joignant Muñoz, director de Investigaciones;
- Carlos Jorquera, secretario de prensa de Allende;
- Enrique Kirberg, rector de la Universidad Técnica del Estado;
- Miguel Lawner, arquitecto y director de la Corporación de Mejoramiento Urbano;
- Carlos Lazo, vicepresidente del Banco del Estado;
- Orlando Letelier, ministro de defensa;
- Maximiliano Marholz, regidor por Valparaíso;
- Carlos Matus, presidente del Banco Central;
- Luis Matte, exministro de Vivienda;
- Hugo Miranda, senador;
- Carlos Morales, exdiputado;
- Héctor Olivares Solís, diputado;
- Miguel Muñoz, gerente tesorero del Banco Central;
- Julio Palestro, gerente de la Polla Chilena de Beneficencia;
- Mario "Tito" Palestro diputado, alcalde de San Miguel;
- Aníbal Palma, exministro de Educación;
- Walter Pinto, gerente de Enami;
- Osvaldo Puccio G., secretario de S. Allende;
- Osvaldo Puccio Huidobro, estudiante de Derecho;
- Pedro Felipe Ramírez, exministro de Minería y ministro de Vivienda;
- Aniceto Rodríguez, senador;
- Camilo Salvo, diputado;
- Erich Schnake, senador;
- Andrés Sepúlveda, diputado;
- Adolfo Silva, fotógrafo de La Moneda;
- Hernán Soto, subsecretario de Minería;
- Julio Stuardo, exintendente de la provincia de Santiago;
- Anselmo Sule, senador, presidente del Partido Radical;
- Ariel Tacchi, alcalde de Viña del Mar;
- Jorge Tapia, exministro de Educación y de Justicia;
- Benjamín Teplizky, secretario ejecutivo de la Unidad Popular;
- Jaime Tohá, ministro de Agricultura;
- José Tohá, exministro de Defensa y del Interior, exvicepresidente de la República;
- Luis Vega, asesor del Ministerio del Interior;
- Daniel Vergara, subsecretario del Interior;
- Sergio Vuskovic, alcalde de Valparaíso;
- Leopoldo Zuljevic, ex superintendente de Aduanas.

## Obras relacionadas
Libros testimoniales
- 1985: Dawson: poemas escritos en el Campo de Concentración de Isla Dawson, septiembre 1973-septiembre 1974, Aristóteles España
- 1987: Dawson isla 10, Sergio Bitar
- 2004: Retorno a Dawson, Miguel Lawner
- 2016: Mis piedras de Dawson: Símbolos de resistencia, Edicto Garay y Víctor Escobar

Documentales
- 2010: Nostalgia de la luz, Patricio Guzmán
- 2024: Isla Dawson, un Canto en la Adversidad, Pablo Ignacio Guzmán

Películas
- 2009: Dawson. Isla 10, Miguel Littin